# Дяково (Вачський район)
Дяково (рос. Дьяково) — село в Вачському районі Нижньогородської області Російської Федерації.
Населення становить 43 особи. Входить до складу муніципального утворення Казаковська сільрада.

## Історія
Від 2009 року входить до складу муніципального утворення Казаковська сільрада.

## Населення
| 1859 | 1905 | 1926 | 1999 | 2002 | 2010 |
| ---- | ---- | ---- | ---- | ---- | ---- |
| 274  | ↗426 | ↗448 | ↘97  | ↘89  | ↘43  |